# Eresia moesta
Eresia moesta är en fjärilsart som beskrevs av Osbert Salvin och Frederick DuCane Godman 1868. Eresia moesta ingår i släktet Eresia och familjen praktfjärilar. Inga underarter finns listade i Catalogue of Life.